# Карате кид (филм, 2010)
„Карате кид“ (на английски: The Karate Kid) е американска драма от 2010 г. на режисьора Харалд Цварт, римейк на оригиналния филм „Карате кид“. Главните роли се изпълняват от Джейдън Смит и Джаки Чан, продуценти са Джери Уайнтрауб, Джеймс Ласитър, Кен Стовиц, Уил Смит и Джейда Пинкет Смит. Този филм не е част от същата вселена като предишните четири филма от поредицата, а действието се развива в Китай и бойното изкуство е променено (освен заглавието на филма) от карате на кунг-фу.
Снимачният процес е извършен в Пекин, като започва през юли 2009 г. и завършва на 16 октомври 2009 г. Филмът е пуснат по кината в световен мащаб на 11 юни 2010 г. от Сони Пикчърс.
Филмът първоначално е бил свободен римейк на едноименния филм от 1984 г., чието действие се развива в различна последователност и следва подобен наратив, но с преместване на мястото в Китай, а бойното изкуство е променено (въпреки заглавието на филма) от карате на кунг-фу. Анонсът на шестия филм, „Карате Кид: Легенди“ (2025), с Чан и оригиналната звезда Ралф Макио, които отново играят ролите си, преработи филма, поставяйки го в същата измислена вселена на оригиналните филми.

## Сюжет
Дре е 12-годишен младеж, който се мести с майка си в китайската столица в търсене на нов живот. Там обаче на него въобще не му харесва, защото всичко е различно, а освен това и бива тероризиран от група негови съученици. Въпреки всичко Пекин не се оказва толкова лош, защото техникът на жилището им се оказва кунг-фу майстор, който се съгласява да обучи Дре и да го подготви за турнира, където хлапето ще може да се докаже пред съучениците си.

## Актьорски състав
| Актьор         | Роля                                            |
| -------------- | ----------------------------------------------- |
| Джейдън Смит   | Дре Паркър                                      |
| Джаки Чан      | Господин Хан                                    |
| Тараджи Хенсън | Шери Паркър, майка на Дре                       |
| Уънуън Хан     | Мейинг                                          |
| Зуенуей Уанг   | Ченг                                            |
| Ю Ронгуанг     | Учителя Ли                                      |
| Люк Карбери    | Хари, момче, който се сприятелява с Дре         |
| Шиджия Лу      | Лианг, приятел на Ченге                         |
| Джи Уонг       | Госпожа По, директорка на новото училище на Дре |
| Женсу Ву       | Бащата на Мейинг                                |
| Жихенг Уанг    | Майката на Мейинг                               |

## В България
В България филмът е пуснат по кината на 3 септември 2010 г. от Александра Филмс.
На 31 май 2015 г. се излъчва по Нова телевизия с разписание неделя от 20:00 ч.

## Филми от поредицата за „Карате кид“
Поредицата „Карате кид“ включва 6 филма:
- „Карате кид“ (1984)
- „Карате кид 2“ (1986)
- „Карате кид 3“ (1989)
- „Следващото карате хлапе“ (1994)
- „Карате кид“ (2010)
- „Карате Кид: Легенди“ (2025)